# Jacobo Zabludovsky
Jacobo Zabludovsky Kravesky (Ciudad de México, 24 de mayo de 1928-Ciudad de México, 2 de julio de 2015) fue un abogado y periodista mexicano que condujo durante 27 años el noticiario 24 horas, un esquema y formato de noticiarios que no existían en México y de los que él fue creador. Estos mismos sentaron las bases, incluso, de los procesos de producción de televisión e información vigentes durante el siglo XX.

## Primeros años
Sus padres fueron David Zabludovsky y Raquel Kravesky, quienes emigraron de Polonia a México cuando en Europa se iniciaba la persecución de judíos. David Zabludovsky escogió México por un folleto que encontró en el barco en que venía, dado que tenía dos destinos: Nueva York, en Estados Unidos, y Buenos Aires, Argentina.
Jacobo desde sus primeros meses vivió en el barrio de la Merced en la Ciudad de México. Se graduó como abogado por la Facultad de Derecho de la Universidad Nacional Autónoma de México el 21 de julio de 1967. Fue hermano del arquitecto y pintor Abraham Zabludovsky. Se casó el 22 de junio de 1954 con Sara Nerubay Lieberman, de origen judío-ruso, hija de un próspero comerciante de Ciudad de México, con quien procreó a tres hijos: Abraham, Jorge y Diana.

## Inicios en el periodismo
Comenzó a trabajar como periodista en 1946 en Cadena Radio Continental de noticieros. En 1947 ingresó en la XEX-AM, como subjefe de Servicios Informativos. 
Fue colaborador de los diarios Novedades y Ovaciones, y de los semanarios Claridades y El Redondel. Desde 1959, fue redactor de planta de la revista Siempre! Fue columnista de El Universal, donde fue autor de la columna Bucareli de 2007 hasta su muerte, cuyo eslogan fue: «Aparece los lunes, sólo los lunes, pero todos los lunes».
Junto con otros destacados profesionales de su rubro, encabezó el fideicomiso para la restauración del centro histórico de Ciudad de México.

Cuando empezó la televisión, yo ya estaba.
Jacobo Zabludovsky.

En los inicios de la televisión en México, en 1950, asumió la producción y dirección del primer noticiero profesional en el país y continuó relacionado con las noticias hasta el 30 de marzo del 2000, cuando renunció a Televisa.

### Noticiario24 horas
24 horas, el noticiario con mayor audiencia en México en su tiempo, desapareció después de 27 años de transmisiones (7 de septiembre de 1970 al 19 de enero de 1998) cuando, al fallecer Emilio Azcárraga Milmo, quien consolidó a Televisa como una empresa de fuerza mundial, la cadena de televisión más grande en el idioma español, fue reemplazado por Emilio Azcárraga Jean su hijo, quien decidió renovar al personal.
La popularidad del noticiero fue tal, que fue incluso mencionado en el programa El Chavo del Ocho, en el episodio La Orquesta, cuando el Chavo dice que Quico tocaba La danza de las 24 horas de Zabludovsky (Quico había dicho que tocaba La Danza de las Hadas de Piotr Ilich Chaikovski).
En los últimos años del noticiario sus índices de audiencia descendieron debido a la estrecha relación de Televisa con el gobierno mexicano. La percepción del público era que Televisa era cada vez más cercana al partido oficial de aquel entonces (el Partido Revolucionario Institucional), en detrimento de la imparcialidad de su programación, además de la competencia que se estableció con su homólogo de TV Azteca, el recién creado Hechos, así como la aparición de otros noticieros en televisión por cable, que estaban más apegados a la realidad en la información. [cita requerida]
Dicha percepción afectó la imagen de Zabludovsky como presentador de 24 horas. En 2010, la revista Gatopardo publicó:
«Una mañana, Univisión anunció que su nuevo director de noticias iba a ser Jacobo Zabludovsky, el legendario conductor del noticiario 24 horas de Televisa y representante del tipo de periodismo solemne, oficial y siempre en línea directa con el gobierno. La designación de Zabludovsky provocó de inmediato el rechazo del grupo de periodistas cubanos y latinoamericanos que trabajaban en el noticiario nocturno, para quienes Zabludovsky y Televisa habían tenido un papel fundamental en la censura que durante décadas había impuesto el sistema político mexicano. El conflicto escaló hasta provocar la renuncia de casi todos los periodistas y productores de la redacción de noticias de la cadena y el retiro de la candidatura de Zabludovsky, quien regresaría a México para conducir 24 Horas por otros 12 años».

### Renuncia a Televisa
Jacobo siguió trabajando en Televisa, pero renunció en el 2000, al saber que su hijo, el economista y periodista Abraham Zabludovsky, dimitió tras el nombramiento de Joaquín López Doriga como titular del noticiero nocturno, al haber salido el periodista Guillermo Ortega Ruiz. Jacobo condujo por última vez un noticiero en televisión (transmitido en el canal Unicable de Cablevision) el 29 de marzo de 2000.

## En cine
En cine, Jacobo Zabludovsky dirigió el noticiario El mundo en marcha. 
Tuvo una participación especial en 1973 en la película Conserje en condominio, al lado del comediante Mario Moreno "Cantinflas": en una escena, interroga qué pasó con el cuerpo del licenciado Rojas (interpretado por Chucho Salinas).
Realizó el doblaje al español del narrador de noticias en la película Up, de Pixar Animation Studios.

## Reportajes históricos

### En Cuba
Fue el único reportero mexicano en Cuba el 1 de enero de 1959, cuando Fidel Castro entró en La Habana, y entrevistó al Che Guevara y a los revolucionarios. Jacobo recordó que le preguntó al Che cuándo se cortaría la barba, la respuesta fue: "Estamos aquí luchando contra un ejército sanguinario y bien pertrechado, y lo que a usted le preocupa es que nos rasuremos".

### El asesinato de John F. Kennedy
Jacobo Zabludovsky apareció en Telesistema Mexicano por el canal 2, el 22 de noviembre de 1963, a las 11:30 junto a Pedro Ferriz Santacruz, dando la información inicial del atentado al presidente de los Estados Unidos Kennedy, donde recibía la información por microondas del radio y la retransmitió a la televisión, con las imágenes que llegaban a través de los primeros satélites de comunicación, antes de que se confirmara la muerte del mandatario.

### Funeral de Sir Winston Churchill
Desde Londres, en 1965 transmitió el funeral de Sir Winston Churchill, el primer ministro británico durante la Segunda Guerra Mundial, que llevó al Reino Unido a la victoria contra la Alemania Nazi.

### El asesinato de Robert F. Kennedy
Desde Los Ángeles, California, transmitió el funeral del senador Robert F. Kennedy, asesinado el 5 de junio de 1968 por Sirhan Bishara Sirhan de origen palestino.

### La llegada del hombre a la Luna
El 20 de julio de 1969, narró el descenso en la superficie lunar del Eagle, en donde el astronauta Neil Armstrong sería el primer hombre en pisar la Luna y dejar su huella. Se informaba con detalles técnicos de la misión Apolo XI.

### Los juegos olímpicos de Múnich, Alemania
Durante la XX Olimpíada hombres armados, conocidos como fedayines, de la organización terrorista de origen palestino Septiembre Negro, apéndice de Al-fatah, penetraron las instalaciones de la Villa Olímpica en Múnich durante la madrugada y se dirigieron a las instalaciones que ocupaban la delegación de Israel, donde asesinaron a 11 atletas israelíes. Transmitió desde ese lugar lo sucedido.

### El escándalo de Watergate
Transmitió la información y las famosas grabaciones del presidente Richard Nixon en donde había intervenido al partido demócrata en 1972, lo cual le costó renunciar a la presidencia de los Estados Unidos, en agosto de 1974.

### Crónica del terremoto de 1985
Registró el terremoto del 19 de septiembre de 1985, en la Ciudad de México, una de las tragedias más grandes que ha tenido el país, desde un teléfono de su automóvil (casi inexistente en aquellos tiempos), a través del cual vio la ciudad y su sitio de trabajo, Televisa, destruidos. Al llegar a las instalaciones, se comunicó con el locutor Héctor Martínez Serrano y expresó: «Estoy enfrente de mi casa de trabajo, donde he pasado, a lo largo de mi vida, más horas que en mi propia casa, y está totalmente destruida. Solo espero que mis compañeros de trabajo, mis amigos, mis hermanos de labor, estén todos bien. No es posible reconocer esta esquina, donde todos los días durante tantos años, he vivido». La narración le hizo acreedor a un premio.

### El Muro de Berlín
Su noticiero estaba por comenzar cuando aparecieron las imágenes del Muro de Berlín el 9 de noviembre de 1989, con una multitud en pos de su derrumbe. Se veían a los ciudadanos berlineses y la destrucción del muro.

### La guerra del Golfo Pérsico
El 2 de agosto de 1990, la transmisión de la barra de telenovelas, entre las 16:30 y 17 horas fueron interrumpidas para dar paso a la información en relación con el inicio de la guerra del Golfo Pérsico, Operación Tormenta del Desierto que informaba el ataque aéreo de los Estados Unidos sobre Bagdad, capital de Irak como respuesta a la invasión y anexión de Kuwait. Se veía por la televisión el bombardeo aéreo por parte de la aviación de Estados Unidos.

### El atentado de Luis Donaldo Colosio
Transmitió la noticia del atentado de muerte contra Luis Donaldo Colosio candidato presidencial del oficialista PRI, en México, de gira en Lomas Taurinas, Tijuana, Baja California, el 23 de marzo de 1994. Fue de los primeros comunicadores que dieron la noticia por la televisión.

### El asesinato de Ruiz Massieu
Seis meses después, el 28 de septiembre de 1994, narró cuando el cuñado de Salinas de Gortari, José Francisco Ruiz Massieu, exgobernador del Estado de Guerrero y secretario general del PRI, fue asesinado en la Ciudad de México.

### El asesinato de Paco Stanley en 1999
Aun cuando ya no tenía al mando su espacio noticioso en Canal 2, tuvo la oportunidad de cubrir lo relacionado con el suceso, gracias al apenas naciente programa de revista Hoy, que le dedicó un espacio junto a los reporteros titulares especialistas, todo esto de manera repentina, pues la noticia sucedió justo en el transcurso del programa. También entrevistó esa noche, en el lugar donde fueron velados los restos de Paco Stanley, a Mario Bezares, compañero de Paco Stanley; esta entrevista también se transmitió por las cámaras de TV Azteca, para la cual Stanley y Bezares laboraban y que daba cobertura al suceso.[cita requerida]
Sus entrevistas a diversos e importantes políticos, presidentes de la República, científicos, músicos, deportistas, cantantes, cineastas, pintores y demás personajes destacados de México y del extranjero lo convirtieron en uno de los periodistas más célebres del país. Entrevistó al pintor Salvador Dalí. Ha sido el único periodista que ha entrevistado (a instancias de su amigo, el director sinfónico Enrique Gimeno) al chelista catalán Pablo Casals en su casa de Puerto Rico.

### Entrevista con el ganador del Premio Nobel de la Paz, Shimon Peres
En 2013 entrevistó a Shimon Peres, ganador del Premio Nobel de la Paz en 1994 por su esfuerzo en resolver el conflicto israelí-palestino.

## NoticiarioDe una a tres
El 1 de septiembre de 2001, inició la conducción del noticiario radiofónico De una a tres en la emisora La 69 (690 de AM) de Grupo Radio Centro, desde la Ciudad de México. Según IBOPE, De una a tres fue el noticiero con más audiencia en la República Mexicana, y se transmitió en simultáneo por más de 50 emisoras del Sistema Satélite OIR. Desde el 3 de marzo del 2004, De una a tres se transmitió también por las estaciones de Radio Red 1110 AM y 88.1 FM, luego de que Grupo Radio Centro sacó de dichas emisoras el noticiario Monitor, de José Gutiérrez Vivó. Condujo por última vez el noticiero diez días antes de su muerte y después de esta, el noticiero quedó a cargo de su asistente y productor de muchos años, Juan Francisco Castañeda. El noticiario se transmitió por última vez en radio abierta el 18 de enero de 2019, continuando vía Internet y HD Radio hasta el 14 de junio del mismo año. 

### Coberturas
Sus dos últimas transmisiones especiales como parte del equipo de Radio Red fueron: Hasta nuevo aviso, cobertura continua para informar acerca del brote de influenza en México en abril y mayo de 2009, y Elecciones 2009, con motivo de la elección intermedia del mismo año. Durante 2012, transmitió de manera puntual, contratado por ESPN, los juegos olímpicos desde Londres. En 2013, también para ESPN, participó en cápsulas sobre la Copa FIFA Confederaciones 2013, al lado de José Ramón Fernández. En junio de 2015, también participó con ESPN en la transmisión del histórico encuentro de fútbol entre la selección de Cuba y el equipo Cosmos de Nueva York en la ciudad de La Habana tras el reinicio de relaciones diplomáticas entre ambos países, la cual sería su última aparición en televisión.

## Series de televisión
Tuvo a su cargo las siguientes series periodísticas:
- Primera Plana
- Siglo XX
- La Verdad en el Espacio
- Telemundo (No confundir con la cadena hispano-estadounidense Telemundo)
- Su Diario Nescafé
- Hoy Sábado
- Hoy Domingo
- 24 horas
- Domingo a Domingo
- Contrapunto
- Somos
- ECO
- Las Noticias (por el canal Unicable de Cablevisión)[12]

Fue coordinador de Radio y Televisión y consejero de la Dirección de Difusión y Relaciones Públicas de la Presidencia de la República durante los gobiernos de Adolfo López Mateos (1958-1964) y Gustavo Díaz Ordaz (1964-1970).

## Críticas
Durante su carrera periodística, Zabludovsky fue criticado por su silencio durante la Guerra sucia en México, lo cual estaba vinculado a su cercanía con el oficialismo del PRI como su portavoz de noticiarios. Se le señalan sus omisiones en las coberturas de la Masacre de Tlatelolco.Asimismo, fue notable su silencio y parcialidad en la cobertura de la Matanza del Jueves de Corpus del 10 de junio de 1971, conocida como "El Halconazo", como parte de la manipulación de la información para favorecer al partido hegemónico.
Es objeto de la canción "Que no te haga bobo Jacobo" de la banda Molotov, en donde se le acusa de recibir sobornos por parte del gobierno de Carlos Salinas de Gortari y de negociar las noticias con el gobierno en turno.

## Aficiones
Además de su conocimiento de las bellas artes, sus grandes aficiones fueron el tango —gran conocedor de la obra de Carlos Gardel, en Argentina recibió un reconocimiento al respecto— y las corridas de toros, y estuvo en la inauguración de la plaza de toros México, el 5 de febrero de 1946. Tuvo amistad con los toreros Lorenzo Garza, Luis Castro, Silverio Pérez, Manuel Rodríguez "Manolete", Luis Procuna, Carlos Arruza, Manuel Capetillo, Manolo Martínez, Eloy Cavazos y Valente Arellano, entre otros.

## Fallecimiento
Después de una deshidratación severa que lo llevó a quedar una semana hospitalizado en la Ciudad de México, sufrió un derrame cerebral en la madrugada del 2 de julio de 2015 que le causó la muerte.

## Libros
Fue autor de: 
- Charlas con pintores (1966),
- La libertad y la responsabilidad en la radio y la televisión mexicana (1967),
- En el aire (1973),
- Siqueiros me dijo (1974)
- Cinco días de agosto (en coautoría con Jesús Hermida).
- Años pasados (1994) traducción al español

## Reconocimientos
En 2015, la Universidad Veracruzana decidió otorgarle el título de doctor honoris causa; sin embargo, suspendió su entrega debido a las protestas suscitadas y a una petición hecha a través de la plataforma Change.org, que decía: "de la mano de Televisa, Zabludovsky trabajó para los intereses del gobierno mexicano desinformando a la población durante décadas". Fue distinguido por otras autoridades con una cantidad extensa de premios, condecoraciones, diplomas y nombramientos; entre ellos, los siguientes:
- Premio Ondas (por dos ocasiones en Barcelona, España) y el Premio Ondas de Oro
- Monje de Oro (en Managua, Nicaragua)
- Presea al Mérito en las Ciencias y Técnicas de la Comunicación Humana, del Instituto Mexicano de Cultura.
- Oficial de la Orden de las Artes y las Letras, otorgado por el Ministerio de Asuntos Culturales de la República Francesa.
- Ascendido al grado de Comendador de la Orden de las Artes y las Letras de Francia
- Encomienda de Número al Mérito Civil, otorgada por el Rey Juan Carlos I de España
- Premio Nacional de Periodismo de México, por la entrevista a Fidel Castro Ruz, entregado por el presidente de México en 1976.[19]
- Premio a la Mejor Labor Informativa, por su trabajo como director de Programas Informativos de Televisa, otorgado por la Agencia EFE.
- Primer Premio Internacional de Periodismo "Rey de España"
- Premio de la Asociación de Cronistas de Espectáculos de Nueva York (ACE)
- Diez premios anuales del Certamen Nacional de Periodismo en México
- Concurso Nacional de la Televisión Mexicana
- Cinco veces Teletriunfo
- Placa al Mérito del Club de Fotógrafos de Cine, Teatro y Televisión, A.C.
- Club Primera Plana
- Diploma de la Unión de Voceadores y Expendedores de Periódicos de México, A.C.
- Calendario Azteca de Oro de la Asociación Mexicana de Periodistas de Radio y Televisión (AMPRYT)
- Testimonio de agradecimiento de la Operación Plus Ultra de la Cadena SER de España
- Nombramiento como Ciudadano Honorario de Texas por los alcaldes de Arlington, Dallas y Fort Worth.
- Palmas de Oro del Círculo Nacional de Periodistas, A.C.
- Doctor honoris causa de la Universidad Bar Ilán, Israel.
- Doctor honoris causa de la Universidad Hebrea de Jerusalén en Jerusalén, Israel.
- Medalla Anáhuac de la Comunicación 2007, otorgada por la Universidad Anáhuac.
- Orden Nacional del Mérito en el grado de Cruz de Plata, que confiere el gobierno de la República de Colombia.
- Premio Antena de Oro
- Consejero de la Fundación UNAM
- Socio fundador del Museo José Luis Cuevas
- Medalla Eduardo Neri, Legisladores de 1913 Cámara de Diputados, Congreso de la Unión, México.
- Su nombre aparece en la placa de reconocimiento como uno de los contribuyentes a la restauración de la Sinagoga Histórica Justo Sierra, en el centro histórico de Ciudad de México.
- En su cumpleaños número 86, el 24 de mayo del 2014, recibió de la Asociación Gardeliana de Buenos Aires la Orden del Porteño, en homenaje a su amor por el tango y por la obra de Carlos Gardel, que él difundió continuamente en sus transmisiones.[20]

Existe, desde 2009, una estatua en su honor en el parque Los Periodistas, junto a la de otro reconocido periodista José Pagés Llergo.